# Lynn Redgrave

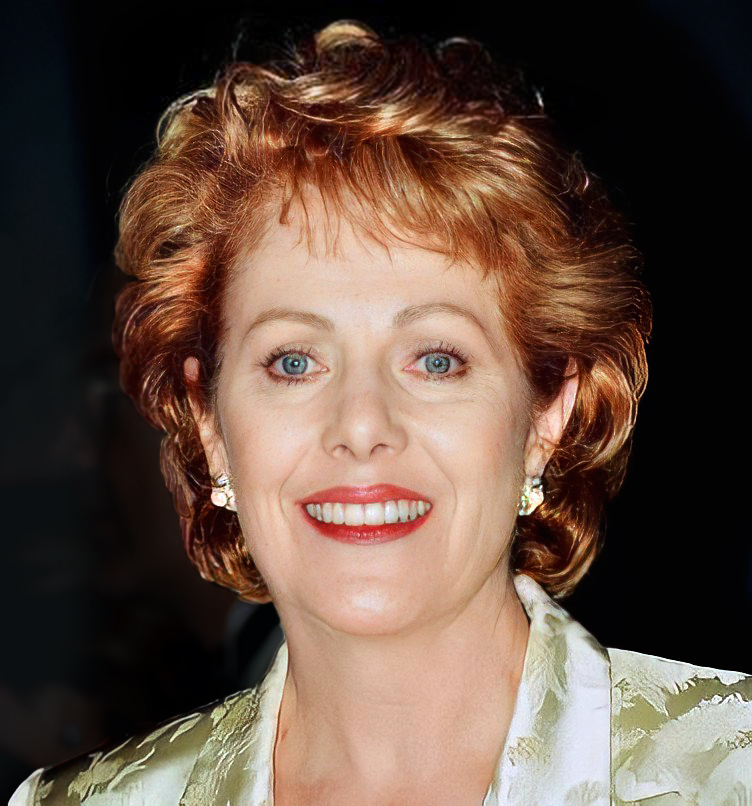
Lynn Redgrave (1999)

Lynn Rachel Redgrave OBE (* 8. März 1943 in London, England; † 2. Mai 2010 in Kent, Connecticut) war eine britisch-US-amerikanische Schauspielerin. Neben einer fünf Jahrzehnte währenden Bühnenkarriere, die sowohl Auftritte in Komödien als auch Dramen mit einschließen, erschien sie in über 90 Film- und Fernsehrollen. Für die Spielfilme Georgy Girl (1966) und Gods and Monsters (1998) wurde sie für den Oscar nominiert. Als Angehörige einer bekannten Schauspielerfamilie verarbeitete sie in ihren späteren Lebensjahren eigene biografische Fakten sowie die von Familienmitgliedern zu mehreren erfolgreichen Bühnenstücken.

## Leben

### Kindheit und Ausbildung
Lynn Redgrave entstammte der Schauspieler-Dynastie Redgrave. Sie war die jüngste Tochter der Akteure Michael Redgrave (1908–1985) und Rachel Kempson (1910–2003). Ihre älteren Geschwister waren die politisch engagierten Schauspieler Vanessa Redgrave (* 1937) und Corin Redgrave (1939–2010). Sie war die Tante von Natasha Richardson, Joely Richardson und Jemma Redgrave. Lange Zeit fühlte sie sich ihren Geschwistern gegenüber unzulänglich. „Vanessa war diejenige, von der erwartet wurde die große Schauspielerin zu sein“, so Redgrave in einem Interview im Jahr 1999. „Es hieß immer ‚Corin ist das Hirn, Vanessa der strahlende Stern, oh, und dann ist da Lynn‘.“ Begünstigt wurden diese Zweifel durch ihren Vater, der sich niemals mit den Schauspielambitionen seiner Tochter („Dieser sonderbare, scheue Pudding von einem Kind“) anfreunden konnte. Gleichermaßen war sie weniger politisch engagiert als ihre beiden Geschwister.
Ihre Kindheit verbrachte sie bei Erziehern. Sie sah ihre Eltern selten und beschrieb sich selbst als kränkliches und verschlossenes Kind.„Ich habe ihn wirklich nicht gekannt. Ich lebte in seinem Haus. Ich hatte Ehrfurcht vor ihm und ich betete ihn an und ich hasste ihn und ich liebte ihn, alles in einem Aufwasch“, so Redgrave über ihren Vater. Sie besuchte wie ihre Schwester Vanessa vor ihr die Schule Queen’s Gate in Kensington. In ihrer Jugend begeisterte sie sich für den Reitsport, sah jedoch bald ein, dass ihr eine erfolgreiche sportliche Laufbahn verschlossen bleiben würde. Nachdem sie mit dem Beruf der Köchin geliebäugelt hatte, entschied sich Redgrave im Alter von 15 Jahren, eine Karriere als Schauspielerin einzuschlagen.

### Theaterkarriere
Nach dem Besuch der Central School of Speech and Drama debütierte sie 1962 am Royal Court Theatre in einer Inszenierung von Ein Sommernachtstraum ihres Schwagers Tony Richardson. Sie avancierte zu einem der zwölf Vertragsschauspieler an Laurence Oliviers renommiertem National Theatre, wurde mit Nebenrollen in Stücken von Shakespeare und Bertolt Brecht betraut und ließ ein Talent für die leichte Komödie erkennen. Am New Yorker Broadway spielte sie ihre erste Rolle in Peter Shaffers Komödie Black Comedy (1967) und bekleidete mit der Billie Dawn in dem Londoner Revival von Born Yesterday (1973) einer ihrer Lieblingsrollen.
1976 war Redgrave für ihren Part der Vivie Warren in George Bernard Shaws Frau Warrens Beruf für einen Tony Award nominiert. Für das selbstgeschriebene Ein-Personen-Stück Shakespeare for My Father (1993–1994), das von der Beziehung zu ihrem Vater inspiriert war, und für das Revival The Constant Wife (2005) erhielt Redgrave zwei weitere Nominierungen für den wichtigsten US-amerikanischen Theaterpreis. Ihr Debüt als Dramatikerin sah sie als eine Art Selbsttherapie an. 1990 erschien sie in Robert Sturuas Londoner Inszenierung von Anton Tschechows Drei Schwestern als Mascha neben ihrer Schwester Vanessa (Olga) und ihrer Nichte Jemma (Irina). Zur selben Zeit verurteilte Vanessa Redgrave die US-amerikanische Intervention im Zweiten Golfkrieg, woraufhin Lynn Redgrave sich öffentlich gegen die Meinung ihrer Schwester stellte. Beide sollten sich erst Jahre später wieder aussöhnen. Mit dem Theaterstück The Mandrake Root widmete sie sich 2001 thematisch ihrer Mutter. 2003 gewann Redgrave für ihren Auftritt als Miss Fozzard in Alan Bennetts Talking Heads-Monologen einen US-amerikanischen Drama Desk Award.

### Arbeit im Film- und Fernsehen

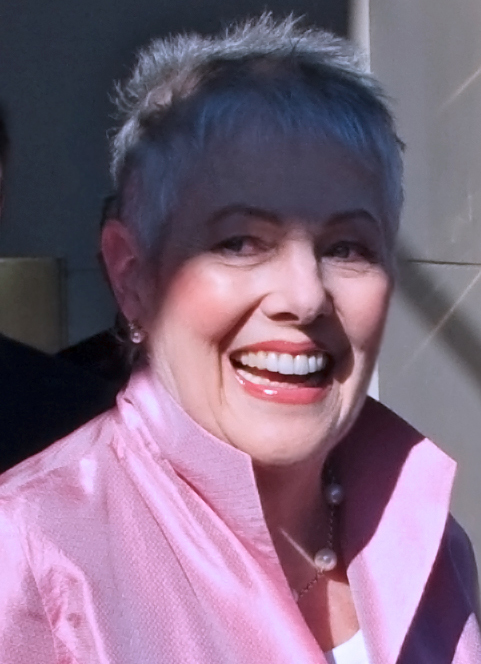
Redgrave auf dem Toronto Film Festival 2009

In ihrer Filmkarriere bekleidete Redgrave Rollen in über 90 Film- und Fernsehproduktionen, gleichermaßen in Komödien und Dramen. Ihr Filmdebüt gab sie 1963 mit einem kleinen Part als Bardame in Tony Richardsons Oscar-Gewinner Tom Jones – Zwischen Bett und Galgen neben George Devine, Susannah York und David Warner, wodurch sie sich für Laurence Oliviers National Theatre empfahl. Nachdem britische Kritiker durch das Drama Die erste Nacht (1964) auf Redgrave aufmerksam geworden waren, folgte der internationale Durchbruch mit ihrem dritten Film Georgy Girl (1966), der im London der Swinging Sixties spielt. Die Titelrolle der sympathischen, aber unattraktiven Georgy, die zwischen einem verheirateten Lebemann (gespielt von James Mason) und ihrem jungen Freund (Alan Bates) schwankt, brachte ihr einen Golden Globe Award ein. Bei der Oscarverleihung 1967 konkurrierte sie gemeinsam mit ihrer Schwester um den Preis als Beste Hauptdarstellerin, hatte aber gegenüber Elizabeth Taylor (für Wer hat Angst vor Virginia Woolf?) das Nachsehen.
Durch Georgy Girl war Redgrave laut eigenen Angaben lange Zeit auf den Part des „glücklichen Mädchens mit dem gebrochenen Herzen“ abonniert, konnte aber nicht an den Überraschungserfolg des Films anknüpfen. Sie beschrieb im Jahr 2003 den frühen Durchbruch als Filmschauspielerin als „zweischneidiges Schwert“. „Du bezahlst letzten Endes einen Preis dafür […] Du bist auch zu jung um Urteilsvermögen zu haben, um zu entscheiden was Du mit deiner Karriere anfängst, also beginnen andere Leute dir zu erzählen, was du tun solltest und du denkst, dass sie es besser wissen“, so Redgrave. Mit Woody Allens Satire Was Sie schon immer über Sex wissen wollten, aber bisher nicht zu fragen wagten gab die Britin 1972 ihr Debüt im US-amerikanischen Kino. Sie entwickelte sich nach ihrer Übersiedlung in die Vereinigten Staaten zu einer ausgezeichneten Komödiendarstellerin mit einem unerschrockenen, frechen Sinn für Humor.
Bekanntheit in den Vereinigten Staaten erlangte sie durch verschiedene Rollen in Fernsehserien. Die Hauptrolle einer Verwaltungsangestellten in der US-amerikanischen Krankenhausserie House Calls (1979–1981), ein Ableger der gleichnamigen Kinoproduktion (1978, deutscher Titel: Hausbesuche) mit Glenda Jackson, brachte Redgrave eine Emmy-Nominierung als beste Komödiendarstellerin ein. In Teachers Only (1982–1983) war sie als Englischlehrerin an einer High School in Los Angeles zu sehen. Außerdem erschien sie als Gast in verschiedenen Talk- und Game Shows. 1991 übernahm sie in einer Fernsehadaption von Was geschah wirklich mit Baby Jane? die Titelrolle, in der ihre Schwester Vanessa den Part der Blanche spielte.
Nach jahrelanger Kinoabstinenz machte Redgrave zu Beginn der 1990er Jahre mit Charakterrollen wieder auf sich aufmerksam. 1996 spielte sie die Ehefrau des Pianisten David Helfgott (Geoffrey Rush) in der Oscar-prämierten Künstlerbiografie Shine – Der Weg ins Licht. 1998 folgte ein weiterer Golden-Globe-Gewinn und ihre zweite Oscar-Nominierung für die Rolle der loyalen ungarischen Haushälterin des Horrorfilm-Regisseurs James Whale (Ian McKellen) in dem Film Gods and Monsters. 2002 spielte sie in David Cronenbergs preisgekröntem Mystery-Drama Spider. 2005 war sie neben Natasha Richardson und Vanessa Redgrave in James Ivorys Historiendrama The White Countess zu sehen. Ihren letzten Kinoauftritt hatte sie als Betrunkene in der US-amerikanischen Komödie Shopaholic – Die Schnäppchenjägerin (2009). Im selben Jahr absolvierte Redgrave ihre letzten Gastrollenauftritte in den Fernsehserien Criminal Intent – Verbrechen im Visier und Alles Betty!.

### Privatleben und Tod
Lynn Redgrave lebte ab 1974 mehrere Jahrzehnte in den Vereinigten Staaten und erhielt 1998 die amerikanische Staatsangehörigkeit. Sie war von 1967 bis 2000 mit dem ehemaligen Kinderdarsteller John Clark verheiratet, der ihr Manager wurde. Aus der Ehe stammen ein Sohn und zwei Töchter. Eine 1981 eingereichte Klage über 10 Mio. US-Dollar gegen das angebliche Verbot, ihre Tochter am Set der US-Fernsehserie House Calls (1979–1981) zu stillen, kostete sie die Rolle und führte zu einem jahrelangen Rechtsstreit.
Die verlorene Klage brachte sie an den Rand des finanziellen Ruins und hatte laut eigenen Angaben einen negativen Effekt auf ihre Karriere. „Es war nicht gerade so, dass ich auf die Schwarze Liste gesetzt wurde, aber Hollywood ist die kleinste Stadt der Welt und Universal ist das mächtigste Studio der Welt und es war eben viel komfortabler, mich nicht zu engagieren“, so Redgrave im Jahr 1994.
Ihre Beziehung mit Clark zerbrach, nachdem dessen frühere Affäre mit Redgraves späterer Schwiegertochter 1998, aus der ein angeblicher Enkelsohn stammte, an die Öffentlichkeit kam. Von 1983 bis 1991 warb Redgrave für Weight Watchers und legte 1991 mit This is living ihre Autobiografie vor, in der sie sich unter anderem mit ihrer Bulimie-Erkrankung auseinandersetzte. 2001 wurde sie für ihre Verdienste als Schauspielerin zum Officer of the Order of the British Empire (OBE) ernannt.
Am 2. Mai 2010 starb Lynn Redgrave im Alter von 67 Jahren in ihrem Haus in Kent, Connecticut. Ihrem Tod war eine jahrelange Brustkrebserkrankung vorausgegangen, über die sie mit ihrer Tochter Annabel Clark das Buch Journal: A Mother and Daughter’s Recovery from Breast Cancer (2004) veröffentlichte. Die Diagnose half ihr, sich mit ihrer Schwester Vanessa auszusöhnen, deren radikale politische Ansichten beide über Jahre entzweit hatten. Ihre Krankheit verarbeitete sie außerdem in ihrer preisgekrönten One-Woman-Show Nightingale (2006), zu der sie auch durch das Leben ihrer Großmutter Beatrice Kempson und das Ende ihrer 32 Jahre dauernden Ehe mit Clark inspiriert worden war. Ihre letzte Theaterarbeit war das selbstgeschriebene Stück Rachel and Juliet (2009/2010), das von der Faszination ihrer Mutter zu William Shakespeares Julia handelte.

## Theaterrollen (Auswahl)
| Jahr      | Theaterstück                               | Rolle             | Bühne                                                       |
| --------- | ------------------------------------------ | ----------------- | ----------------------------------------------------------- |
| 1962      | A Midsummer Night’s Dream                  | Helena            | Royal Court Theatre (London)                                |
| 1962      | The Tulip Tree                             | Sarah Elliot      | Haymarket Theatre (London)                                  |
| 1963      | The Recruiting Officer                     | Rose              | Royal National Theatre (London)                             |
| 1964      | Andorra                                    | Barblin           | National Theatre                                            |
| 1964      | Hay Fever                                  | Jackie Coryton    | Royal National Theatre                                      |
| 1965      | Mother Courage and Her Children            | Kattrin           | National Theatre                                            |
| 1965      | Love for Love                              | Miss Prue         | National Theatre                                            |
| 1967      | Black Comedy                               | Carol Melkett     | Ethel Barrymore Theatre (New York)                          |
| 1969      | Zoo, Zoo, Widdershins Zoo                  |                   | Lyceum Theater (Edinburgh)                                  |
| 1970/1971 | The Two of Us                              | diverse           | Arts Theatre (Cambridge) Garrick Theatre (London)           |
| 1971      | Slag                                       |                   | Royal Court Theatre                                         |
| 1973      | Born Yesterday                             | Billie Dawn       | Greenwich Theatre (London)                                  |
| 1974      | My Fat Friend                              | Vicky             | Brooks Atkinson Theatre (New York)                          |
| 1976      | Mrs. Warren’s Profession                   | Vivie Warren      | Vivian Beaumont Theatre (New York)                          |
| 1977/1978 | Saint Joan                                 | Joan              | Circle in the Square Theatre (New York)                     |
| 1985      | Aren’t We All?                             | Mrs. W. Tatham    | Brooks Atkinson Theatre (New York)                          |
| 1987      | Sweet Sue                                  | Susan Too         | Music Box Theatre (New York) Royale Theatre (New York)      |
| 1990      | Three Sisters                              | Mascha            | Queen’s Theatre (London)                                    |
| 1992      | A Little Hotel on the Side                 | Angelique Pinglet | Belasco Theatre (New York)                                  |
| 1992      | The Master Builder                         | Aline Solness     | Belasco Theatre (New York)                                  |
| 1993/1994 | Shakespeare for My Father (One-Woman-Show) |                   | Helen Hayes Theatre (New York)                              |
| 2001      | Noises Off                                 | Dotty Otley       | Piccadilly Theatre (London)                                 |
| 2003      | Talking Heads                              | Miss Fozzard      | Minetta Lane Theater (New York)                             |
| 2005      | The Constant Wife                          | Mrs. Culver       | American Airlines Theatre (New York)                        |
| 2006      | Nightingale (One-Woman-Show)               |                   | Mark Taper Forum (Los Angeles)                              |
| 2008      | Grace                                      | Grace             | Lucille Lortel Theatre (New York)                           |
| 2009      | Nightingale (One-Woman-Show)               |                   | Manhattan Theatre Club Stage I (New York)                   |
| 2009/2010 | Rachel and Juliet (One-Woman-Show)         |                   | Folger Theatre (Washington D.C.) Invisible Theatre (Tucson) |

## Theaterstücke (als Autorin)
- 1993: Shakespeare for My Father
- 2001: The Mandrake Root
- 2006: Nightingale
- 2009: Rachel and Juliet

## Filmografie (Auswahl)
- 1963: Tom Jones – Zwischen Bett und Galgen (Tom Jones)
- 1964: Die erste Nacht (Girl with Green Eyes)
- 1966: Georgy Girl
- 1966: Anruf für einen Toten (The Deadly Affair)
- 1967: Tolle Zeiten (Smashing Time)
- 1969: Rekruten im Todesdschungel (The virgin soldiers)
- 1969: Blutsverwandte (The last of the mobile hotshots)
- 1971: Zwei wilde Companeros (Viva la muerte… tua!)
- 1972: Was Sie schon immer über Sex wissen wollten, aber bisher nicht zu fragen wagten (Everything You Always Wanted to Know About Sex * But Were Afraid to Ask)
- 1972: Bis zum letzten Patienten (National Health, or Nurse Norton’s affair)
- 1976: Kojak – Einsatz in Manhattan (Kojak)
- 1976: Die haarsträubende Reise in einem verrückten Bus (The Big Bus)
- 1979: The Muppet Show
- 1980: Sunday Lovers
- 1982: Probe für einen Mord (Rehearsal for murder)
- 1984: Mord ist ihr Hobby (Murder She Wrote, Fernsehserie, 1 Folge)
- 1985: Die Saat des Bösen (The Bad Seed)
- 1987: Morgan räumt auf (Home Front)
- 1988: Das verflixte erste Mal (Getting it right)
- 1991: Was geschah wirklich mit Baby Jane? (What ever happened to Baby Jane?)
- 1996: Shine – Der Weg ins Licht (Shine)
- 1997: Die Zahnfee (Toothless)
- 1998: Gods and Monsters
- 1998: Strike – Mädchen an die Macht! (Strike!)
- 1998: Nicht perfekt (Different)
- 1999: Die Nanny (Folge The Yummy Mummy)
- 2000: Ein Freund zum Verlieben (The next best thing)
- 2000: Deeply
- 2001: My Kingdom
- 2001: Varian’s War – Ein vergessener Held (Varian’s war)
- 2002: My Sister’s Keeper (Fernsehfilm)
- 2002: Spider
- 2002: Wer tötete Victor Fox? (Unconditional love)
- 2003: Peter Pan
- 2005: The White Countess
- 2007: Der Jane Austen Club (The Jane Austen Book Club)
- 2007: Desperate Housewives (Fernsehserie, 1 Folge)
- 2009: Shopaholic – Die Schnäppchenjägerin (Confessions of a Shopaholic)

## Auszeichnungen

### Theater
Tony Award
- 1976: nominiert als Beste Hauptdarstellerin in einem Theaterstück für Mrs. Warren’s Profession
- 1993: nominiert als Beste Hauptdarstellerin in einem Theaterstück für Shakespeare for My Father
- 2006: nominiert als Beste Hauptdarstellerin in einem Theaterstück für The Constant Wife

Drama Desk Award
- 1985: nominiert als Beste Hauptdarstellerin in einem Theaterstück für Aren’t We All?
- 1993: nominiert für die beste One-Person Show für Shakespeare for My Father
- 2003: Beste Nebendarstellerin in einem Theaterstück für Talking Heads
- 2006: nominiert als Beste Nebendarstellerin in einem Theaterstück für The Constant Wife

### Film und Fernsehen
Oscar
- 1967: nominiert als Beste Hauptdarstellerin für Georgy Girl
- 1999: nominiert als Beste Nebendarstellerin für Gods and Monsters

British Academy Film Award
- 1965: nominiert als Beste Nachwuchsdarstellerin für Die erste Nacht
- 1967: nominiert als Beste britische Darstellerin für Georgy Girl
- 1997: nominiert als Beste Nebendarstellerin für Shine
- 1999: nominiert als Beste Nebendarstellerin für Gods and Monsters

Emmy
- 1981: nominiert als Beste Hauptdarstellerin in einer Comedy-Serie für House Calls

Golden Globe Award
- 1967: Beste Hauptdarstellerin – Komödie oder Musical und nominiert als Beste Nachwuchsdarstellerin für Georgy Girl
- 1981: nominiert als Beste Seriendarstellerin (Komödie/Musical) für House Calls
- 1999: Beste Nebendarstellerin für Gods and Monsters

Kansas City Film Critics Circle Award
- 1968: Beste Hauptdarstellerin für Georgy Girl (gemeinsam mit Vanessa Regrave für Camelot – Am Hofe König Arthurs)

Laurel Award
- 1967: 2. Platz in der Kategorie Beste Nachwuchsdarstellerin für Georgy Girl

London Critics’ Circle Film Award
- 2000: Beste britische Nebendarstellerin für Gods and Monsters

New York Film Critics Circle Award
- 1966: Beste Hauptdarstellerin für Georgy Girl (gemeinsam mit Elizabeth Taylor für Wer hat Angst vor Virginia Woolf?)

Palm Springs International Film Festival
- 2003: Career Achievement Award

Satellite Awards
- 1999: nominiert als Beste Nebendarstellerin (Drama) für Gods and Monsters

Screen Actors Guild Awards
- 1997: nominiert in der Kategorie Bestes Schauspielensemble für Shine
- 1999: nominiert als Beste Nebendarstellerin für Gods and Monsters